# Eudendrium kirkpatricki
Eudendrium kirkpatricki is een hydroïdpoliep uit de familie Eudendriidae. De poliep komt uit het geslacht Eudendrium. Eudendrium kirkpatricki werd in 1985 voor het eerst wetenschappelijk beschreven door Watson. 